# 夕薙
夕薙（ゆうなぎ、ゆーなぎ）は、日本のイラストレーターである。

## 概要
夕薙は、2009年12月よりフリーのイラストレーターとしての活動を始めたイラストレーターで、それまではゲーム会社でのグラフィックデザイナーとしての仕事に従事し、キャラクターデザインや2Dグラフィック関連を手掛けていた。
絵師100人展では第4回目から第6回目まで連続で参加を果たしている。
バーチャルユーチューバの夜子・バーバンクやバーチャルアイドルプロジェクト「ReVdol!」のキャラクターデザインも担当している。
また、『シルヴァリオ・ヴェンデッタ』『御城プロジェクト:RE』『アズールレーン』『ブレイブリーデフォルト プレイングブレージュ』『神楽大戦・陽之巻』『萌酒ボックス』などのゲームにも携わっている。
他にも『ご注文はうさぎですか?』の公式イラスト集『魔法使いチノ』やコミックマーケット90「ハイスクール・フリート」の公式ファンブック、画集『くろタイツWIDE』などへの参加も行っている。
その他にも『リア充撲滅委員会 〜カップルは立ち入り禁止!〜』のドラマCD制作やアニメ『ロボットガールズNEO』では武器デザインなどにも携わっている。

## 書籍作品一覧
- 『ねがいプラス!』（著: 横山忠、スーパーダッシュ文庫〈集英社〉）[18]
- 『初音ミクの消失 -小説版-』（著: cosMo@暴走P・阿賀三夢也、原作: cosMo@暴走P、一迅社）[19]
- 『ドッグライヴ 〜路地裏の犬たちは、絶望の果てに〜』（著: 藤原健市、スーパーダッシュ文庫〈集英社〉）[20]
- 『黒き英雄の一撃無双（）』（著: 望公太、HJ文庫〈ホビージャパン〉）[21]
- 『蒼天のレジェンズ』（著: 翡翠ヒスイ、電撃文庫〈KADOKAWA〉）[22]
- 『レジェンド』（著: 神無月紅、カドカワBOOKS〈KADOKAWA〉）[23]
- 『熾界龍皇と極東の七柱特区』（著: ツカサ、ガガガ文庫〈小学館〉）[24]
- 『NO FATIGUE 〜24時間戦える男の転生譚〜』シリーズ（著: 天宮暁、オーバーラップノベルス〈オーバーラップ〉）[25]
- 『RPG ロールプレイング・ギャングスター 〜或いは僕がルパンになった理由〜』（著: 田口仙年堂、ダッシュエックス文庫〈集英社〉）[26]
- 『異世界魔導古書店 〜チート魔力あるけど、まったり店員することにした〜』（著: 年中麦茶太郎、ファミ通文庫〈KADOKAWA〉）[27]
- 『アキバタリアン 千の屍、夏、終わりの＃』（原作: 稲船敬二、著: 浜崎達也、講談社ラノベ文庫〈講談社〉）[28]
- 『ギャンブル・ウィッチ・キングダム』（著: 菱川さかく、GAノベル〈SBクリエイティブ〉）[29]
- 『そして黄昏の終末世界＜トワイライト＞ 』シリーズ（著: 樋辻臥命、オーバーラップ文庫〈オーバーラップ〉）[30]
- 『幼い女神（）はかく語りき』（著: 暇奈椿、講談社ラノベ文庫〈講談社〉）[31]
- 『異世界テニス無双 テニスプレイヤーとかいう謎の男がちょっと強すぎるんですけど!』（著: 望公太、GA文庫〈SBクリエイティブ〉）[32]
- 『美脚ミミック、ハルミさん 〜転生モンスター異世界成り上がり伝説〜』（著: 藤孝剛志、アース・スターノベル〈アース・スター エンターテイメント〉）[33]
- 『この度、公爵家の令嬢の婚約者となりました。しかし、噂では性格が悪く、十歳も年上です。』（著: 市村鉄之助、ダッシュエックス文庫〈集英社〉）[34]
- 『異世界列車の車窓から 〜用済み勇者の身の振り方〜』（著: 棚花尋平、MFブックス〈KADOKAWA〉）[35]
- 『異世界転生...されてねぇ!』（著: タンサン、PASH!ブックス〈主婦と生活社〉）[36]
- 『北海道の現役ハンターが異世界に放り込まれてみた』（著: ジュピタースタジオ、ガガガ文庫〈小学館〉）[37]
- 『漆黒の帝王 魔法学校の新入生ですが、実は異世界の最強です』（著: 珠澤瑪瑙、一迅社）[38]
- 『侵略性外来種『勇者』』（著: 殻半ひよこ、ファミ通文庫〈KADOKAWA〉）[39]
- 『黄昏の騎士団、蹂躙、蹂躙、蹂躙す』（著: あわむら赤光、GA文庫〈SBクリエイティブ〉）[40]
- 『最強出涸らし皇子の暗躍帝位争い 無能を演じるSSランク皇子は皇位継承戦を影から支配する』（著: タンバ、角川スニーカー文庫〈KADOKAWA〉）[41]
- 『黒髪の王〜魔法の使えない魔剣士の成り上がり〜』（著: やま、TOブックス）[42]
- 『反逆のソウルイーター 〜弱者は不要といわれて剣聖（父）に追放されました〜』シリーズ（著: 玉兎、アース・スターノベル〈アース・スター エンターテイメント〉）[43]
- 『俺の現実は恋愛ゲーム?? 〜かと思ったら命がけのゲームだった〜』（著: わるいおとこ、ファミ通文庫〈KADOKAWA〉）[44]
- 『異世界魔法は遅れてる!』（著: 樋辻臥命、オーバーラップ文庫〈オーバーラップ〉）（※9巻以降）[45]
- 『エリスの聖杯』（著: 常磐くじら、GAノベル〈SBクリエイティブ〉）[46]
- 『キルタイム・オンライン 無能少年は受け継ぎし神スキルで電脳世界を無双する』（著: 渡葉たびびと、富士見ファンタジア文庫〈KADOKAWA〉）[47]
- 『来タル最強ノ復讐者 〜救いなき監獄都市で絶望を容赦なく破壊する〜』（著: 哀歌、電撃文庫〈KADOKAWA〉）[48]
- 『味方が弱すぎて補助魔法に徹していた宮廷魔法師、追放されて最強を目指す』（著: アルト、Kラノベブックス〈講談社〉）[49]
- 『レベル1から始まる召喚無双〜俺だけ使える裏ダンジョンで、全ての転生者をぶっちぎる〜』（著: 白石新、GCN文庫〈マイクロマガジン社〉）[50]
- 『最強陰陽師の異世界転生記 〜下僕の妖怪どもに比べてモンスターが弱すぎるんだが〜（※文庫版）』（著: 小鈴危一、イラスト: 夕薙、モンスター文庫〈双葉社〉）[51]
- 『悪徳貴族の生存戦略』（原作: 稲船敬二、著: わんた、DREノベルス〈ドリコム〉）[52]
- 『師匠に借金を押し付けられた俺、美人令嬢たちと魔術学園で無双します。』（著: 雨音恵、富士見ファンタジア文庫〈KADOKAWA〉）[53]
- 『やる気なし天才王子と氷の魔女の花嫁授業（）』（著: 海月くらげ、GA文庫〈SBクリエイティブ〉）[54]
- 『凡人転生の努力無双 〜赤ちゃんの頃から努力してたらいつのまにか日本の未来を背負ってました〜』（著: シクラメン、電撃文庫〈KADOKAWA〉）[55]
- 『杖と剣のウィストリア グリモアクタ ―始まりの涙―』（著: 大森藤ノ、GA文庫〈SBクリエイティブ〉）[56]
- 『エリスの聖杯』（著: 常磐くじら、DREノベルス〈ドリコム〉）[57]